# 回應過程效度
回應過程效度（英語：Response process validity）是心理統計學名詞，屬於測試效度，指的是受試者對於測驗內容有多大程度的了解。譬如說：在不是變因的前提下，受試者對於測驗內容（例如：題幹）的解讀以及隨後的思考流程及行動是否如同研究人員預期的解讀及後續動作相同。

## 文獻來源
1. ↑  . NSSE Home.   [2018-08-28]. （原始内容存档于2018-08-28）.
2. ↑  Padilla, JL; Benítez, I. . Psicothema. 2014, 26 (1): 136–44. ISSN 0214-9915. PMID 24444741. doi:10.7334/psicothema2013.259.